# Goes
Pour les articles homonymes, voir Goes (homonymie).
Goes (Hoes en dialecte zélandais) est une ville des Pays-Bas en Zélande, sur la presqu'île de Beveland-du-Sud.

## Géographie
La commune compte un peu moins de 37 000 habitants. Sa superficie est légèrement supérieure à 100 km2, dont 40 % sont terrestres. Au nord, la ville de Goes jouxte une ancienne digue de mer.
La commune actuelle regroupe les localités de :
- Eindewege
- Goes
- 's-Heer Arendskerke
- 's-Heer Hendrikskinderen
- Kattendijke
- Kloetinge
- Oud-Sabbinge
- Wilhelminadorp
- Wolphaartsdijk

## Histoire
La fondation de Goes eut lieu au cours du Xe siècle au bord d'une crique. Il y a plusieurs interprétations quant à l'origine du toponyme. La plus vraisemblable, selon le site officiel de la commune, est un texte datant de 976 mentionnant Curtagosum, que l'on doit estimer comme la seule véritable explication. L'hydronyme Gosa accompagné de Curt est lu Korte Gos (Petit-Gos).
Les armoiries de Goes représentent entre autres une oie blanche. Ici aussi, diverses théories existent pour expliquer la présence d'une oie sur les armes de la ville. L'une d'entre elles affirme qu'il s'agit d'une évocation des oies sauvages qui hivernent au Zuid-Beveland.

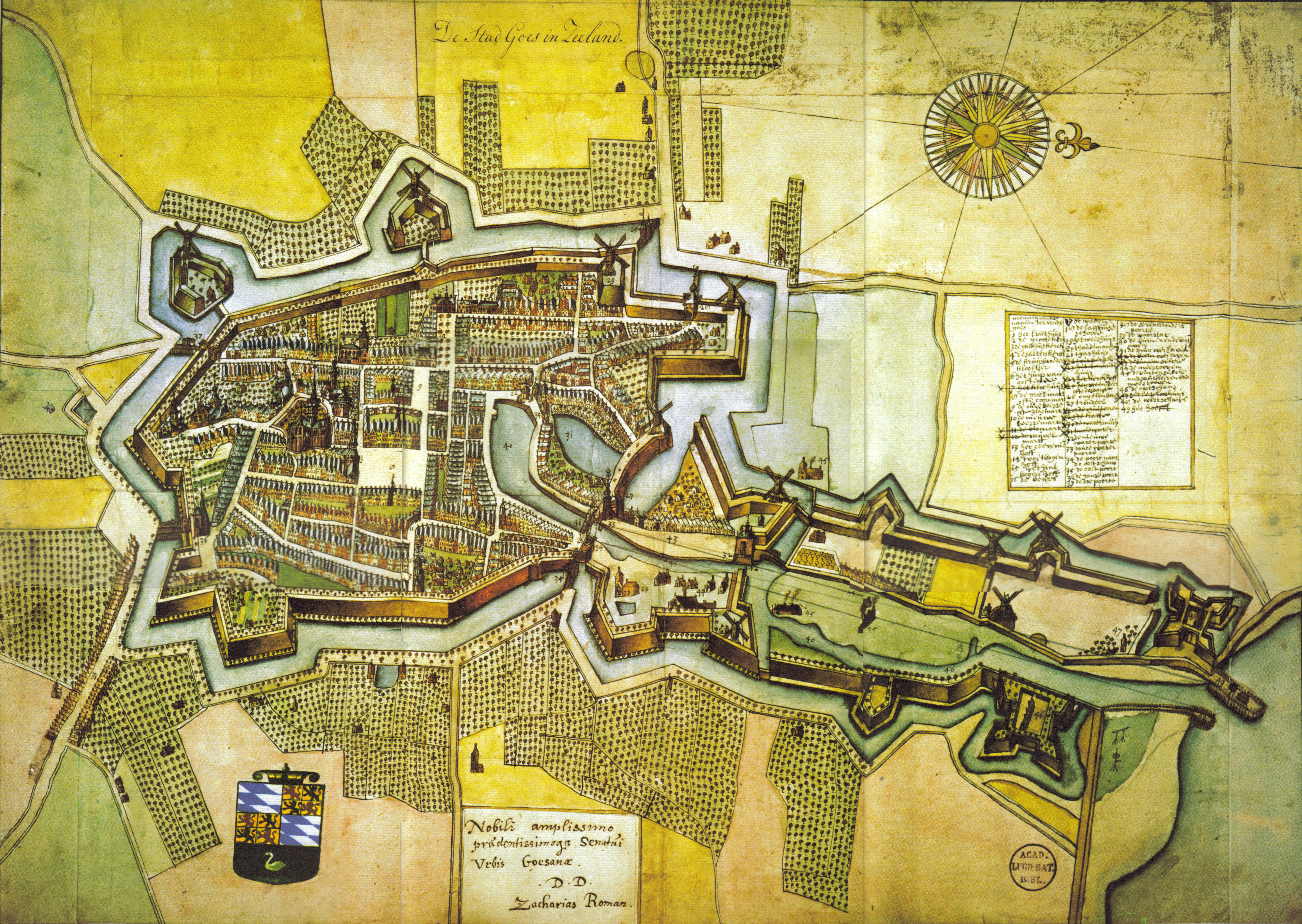
Carte représentant la ville de Goes au milieu du XVIIe siècle.

Goes a probablement obtenu en 1405 une charte communale, raison pour laquelle elle a célébré en 2005 ses 600 ans d'existence en tant que ville.
En 1417, Jacqueline de Hainaut accorda à la ville le droit d'édifier des fortifications.
En 1572, la ville tenue par les Espagnols était assiégée par des forces hollandaises avec l'appui de troupes anglaises. Devant l'impossibilité de secourir Goes par mer, 3 000 soldats des tercios espagnols sous le commandement de Cristóbal de Mondragón traversèrent à gué le fleuve Escaut à son embouchure, parcourant durant la nuit 15 kilomètres avec de l'eau à la hauteur de la poitrine. L'arrivée par surprise des tercios a provoqué le retrait des troupes anglo-hollandaises de Goes, permettant aux Espagnols de maintenir le contrôle de Middelbourg, capitale de Walcheren.
En 1577, durant la guerre de Quatre-Vingts Ans, Goes tomba aux mains des rebelles hollandais.
Souvent, il est suggéré que Goes fut une ville hanséatique. Toutefois, Goes n'a jamais appartenu à ce groupe de villes. Cette idée est inspirée par deux faits :
- En raison de la présence d'une oie dans ses armoiries, la ville est parfois appelée Hanzestad (la « ville de l'oie ») : en néerlandais, « oie » se dit ganz, mais le dialecte zélandais prononce hanz. « Ville hanséatique » se traduisant par Hanzestad, le jeu de mots apparaît clairement.
- Au début du XXe siècle, on pouvait trouver une banque dénommée Hanze-bank.

De 1810 à 1814, Goes fut sous-préfecture du département français des Bouches-de-l'Escaut.

## Personnalités
- Gaspar Berze (1515-1553), missionnaire jésuite en Inde, et proche collaborateur de Saint François-Xavier.
- Isaäc Dignus Fransen van de Putte (1822-1902), homme politique.
- Bas van Fraassen (né en 1941), philosophe empiriste.
- Hannes Minnaar (né en 1984), pianiste et chambriste néerlandais.

## Transport
Goes possède une gare sur la ligne de chemin de fer reliant Roosendaal à Flessingue.

## Édifices remarquables
- L'Hôtel de ville de style gothique, datant du XVe siècle et dont la façade a été restaurée en 1771 ;
- L'hôtel de Korenbeurs, situé dans l'ancienne maison du bourgmestre, bâtie en 1753 ;
- L'église Marie-Madeleine (nl) ou Grote Kerk (Grande église en français), datant de 1423, de style gothique tardif, elle fut victime d'un incendie en 1618. La nef a été refaite entre 1619 et 1621, elle est divisée en son sein par une cloison de pierre. Le chevet, l'orgue et un monument funéraire sont intéressants[2].

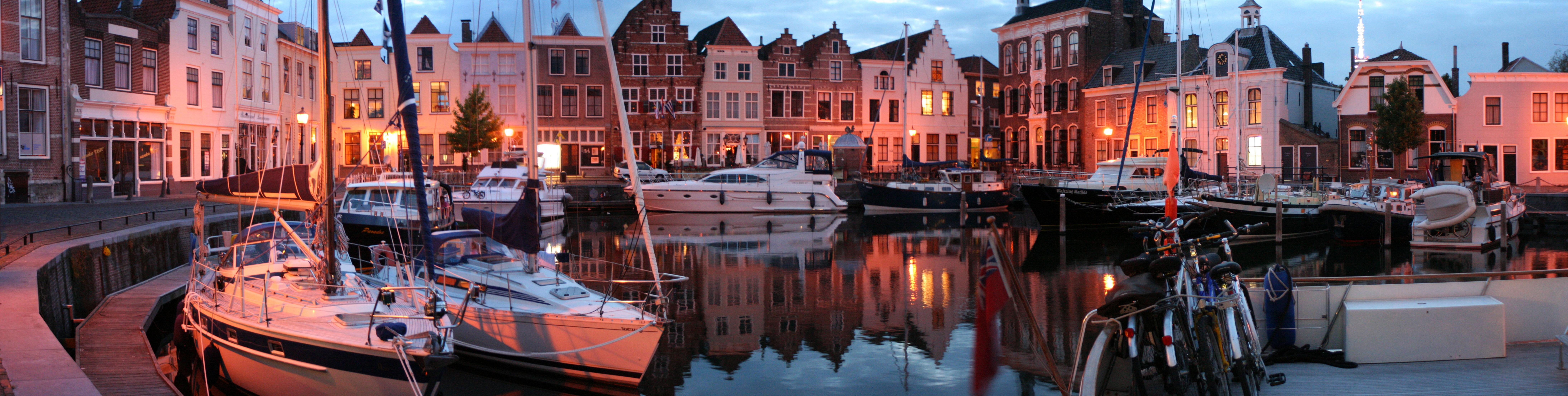
Le port de la ville de Goes

## Galerie

Ville de Goes
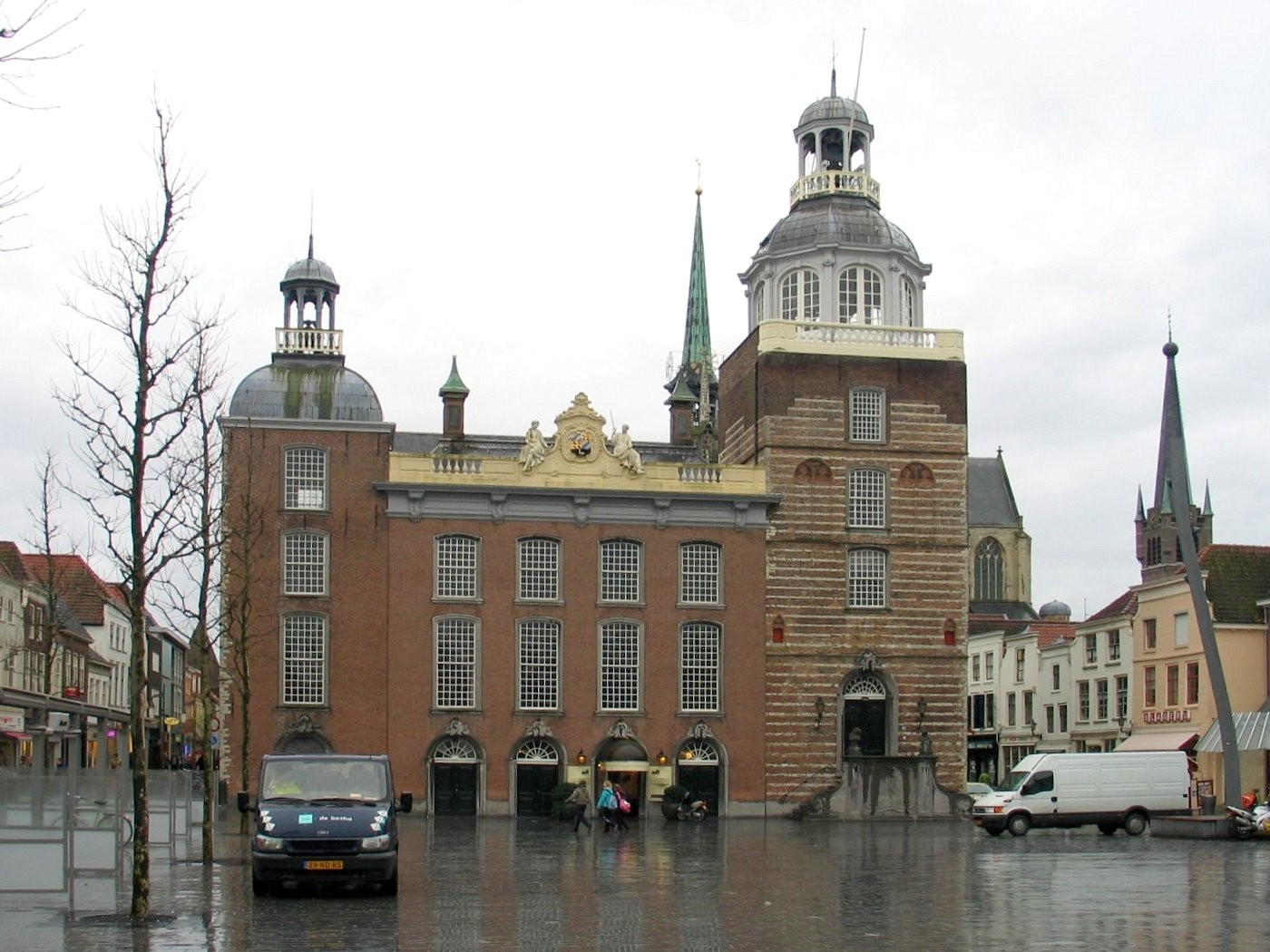
L'Hôtel de ville
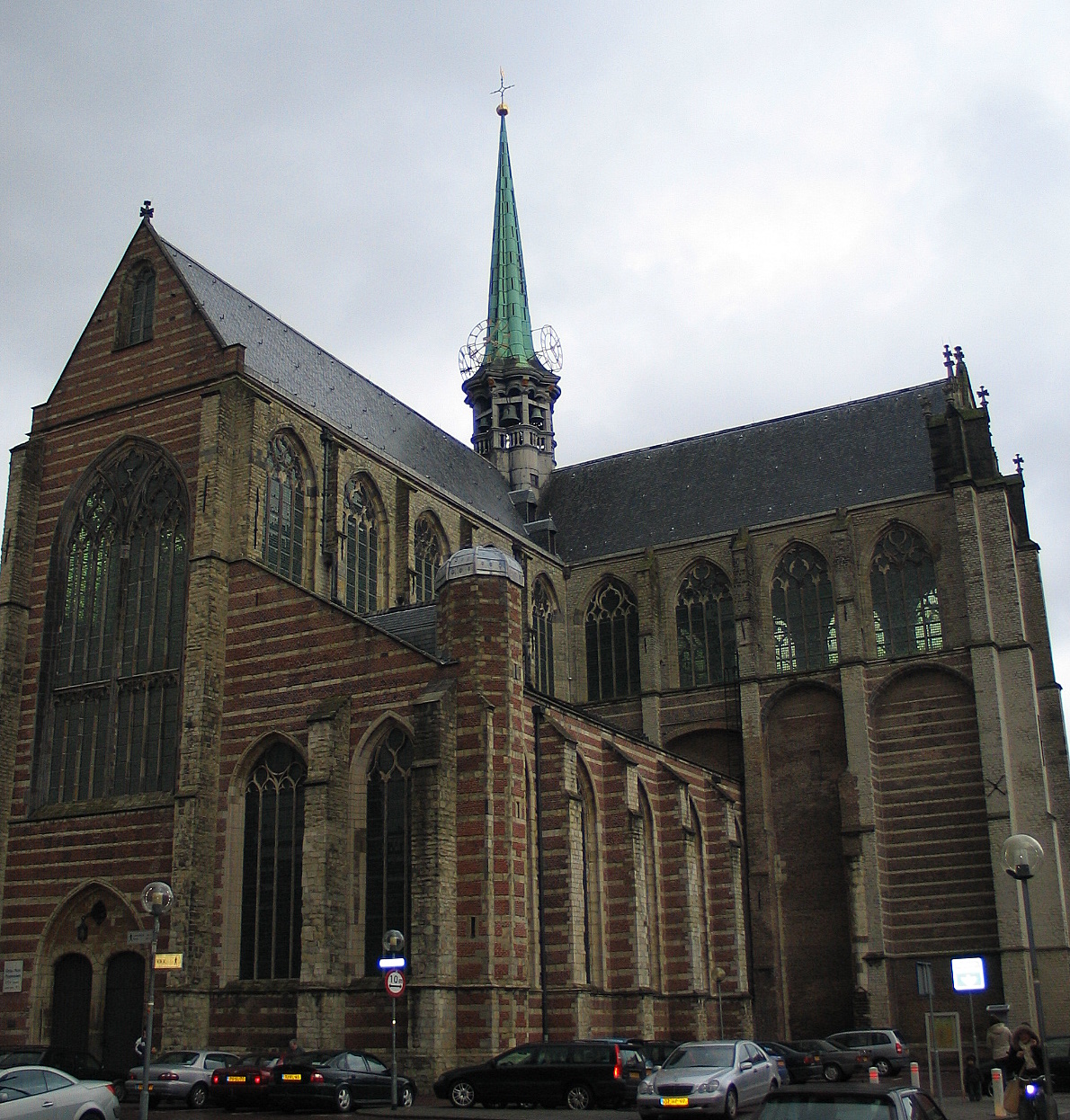
La Grote Kerk
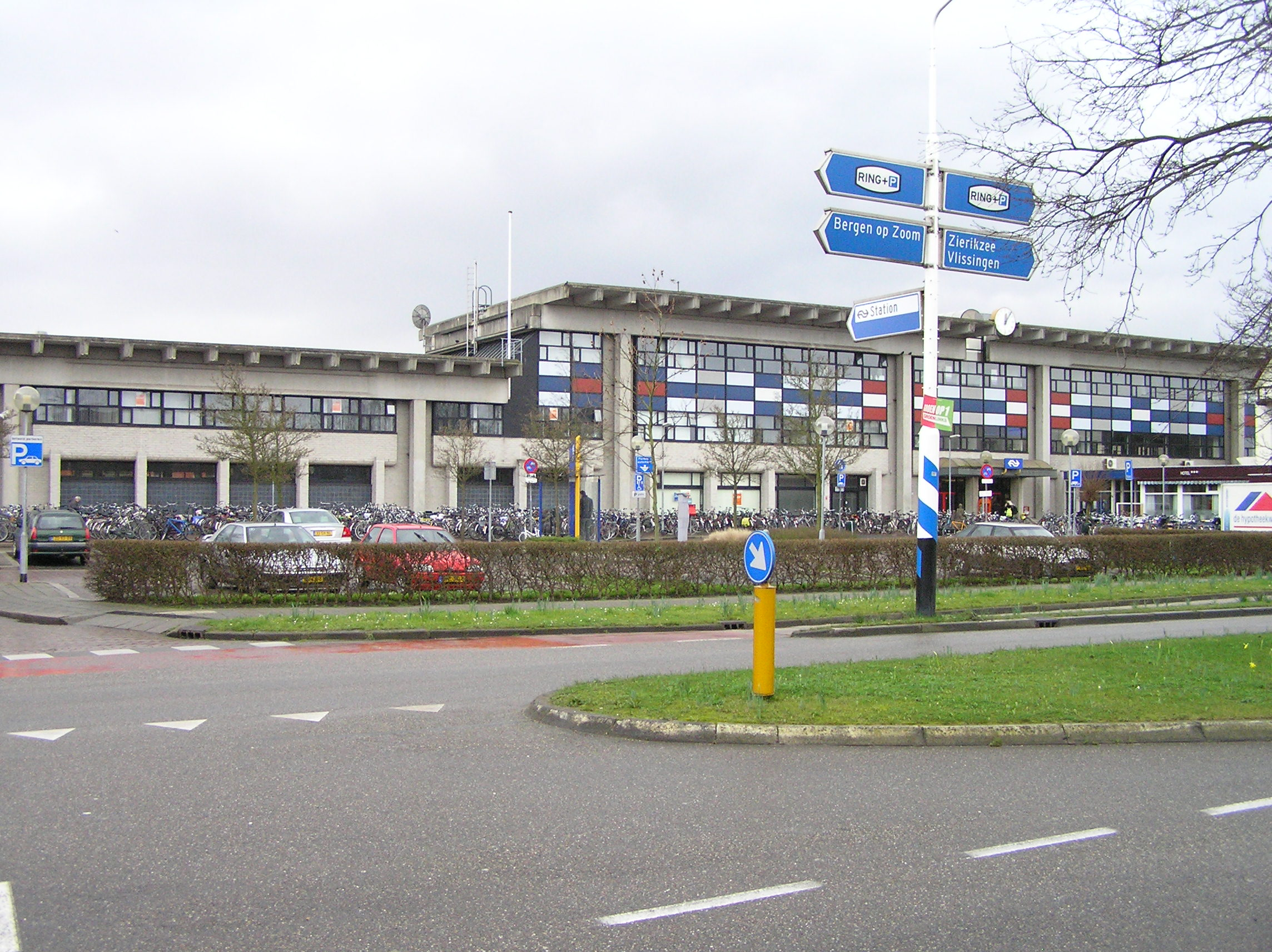
La gare
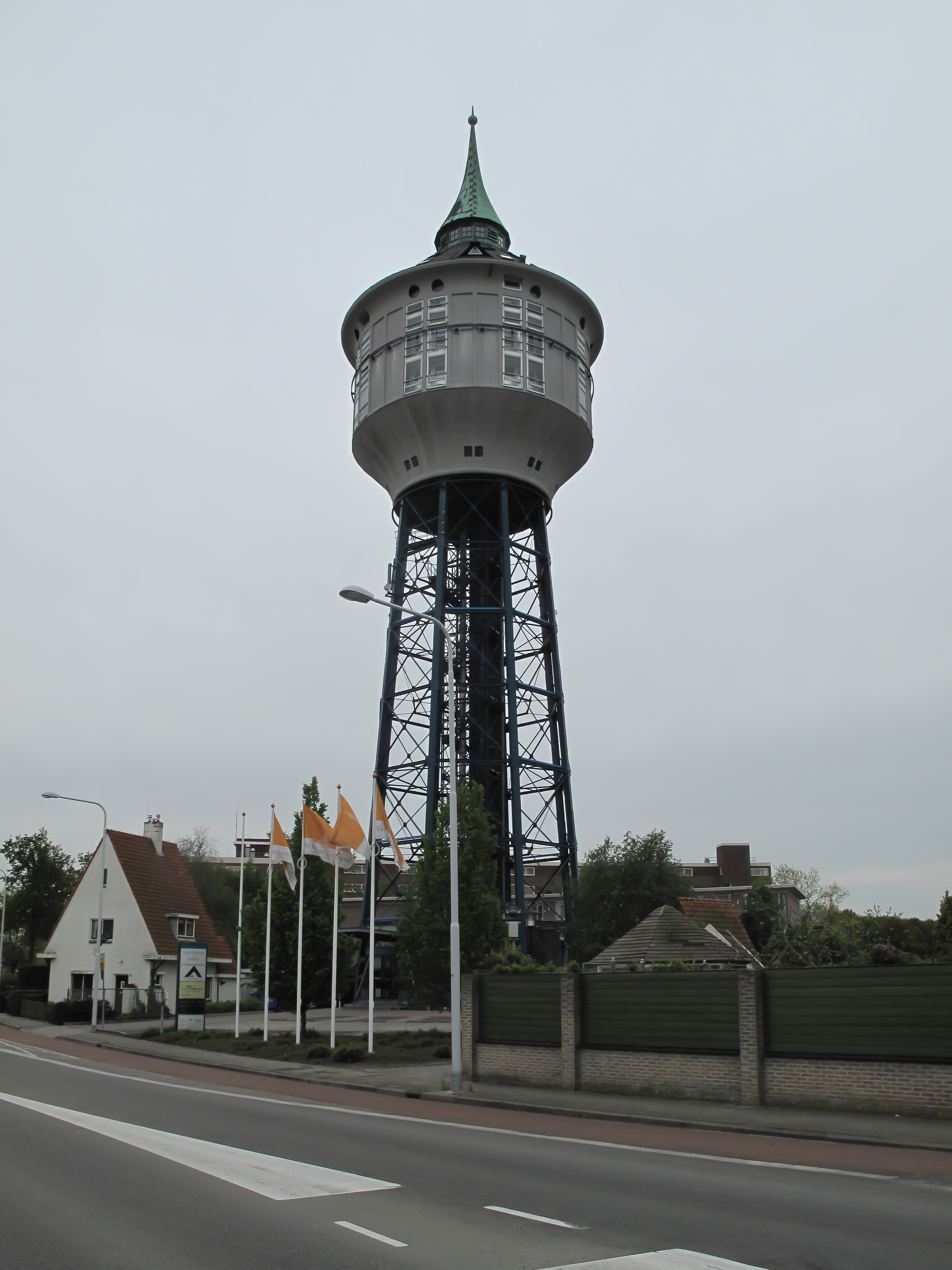
Le château d'eau

## Référence
1. ↑  Origine du nom de la ville selon le site officiel de la commune
2. ↑  Émilie Lucien Tillion, Hollande, Paris, Hachette, 1950, p. 53